# Reclams Universal-Bibliothek

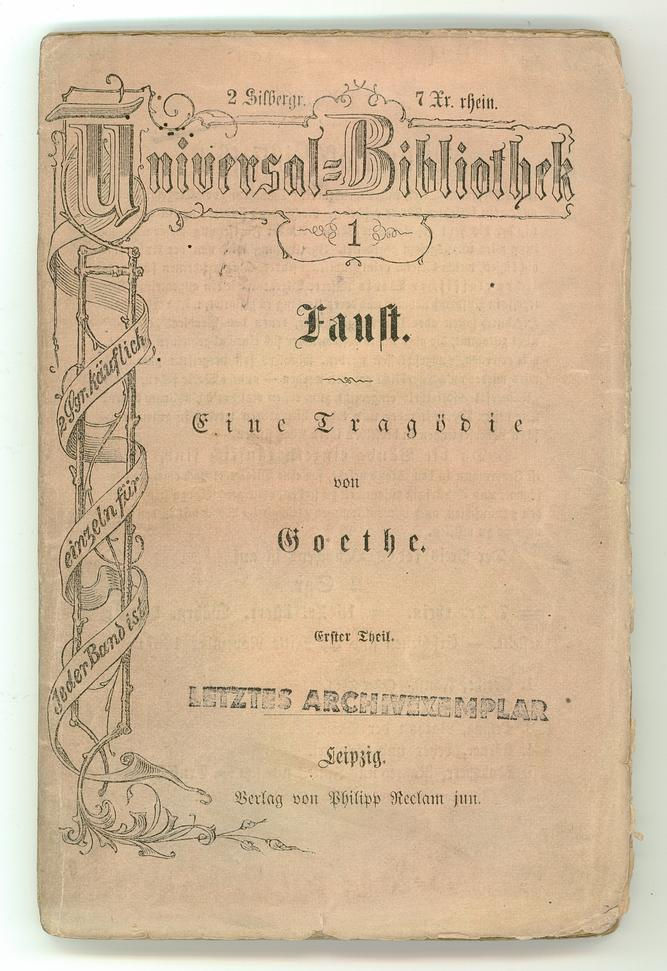
Nr. 1 al colecției

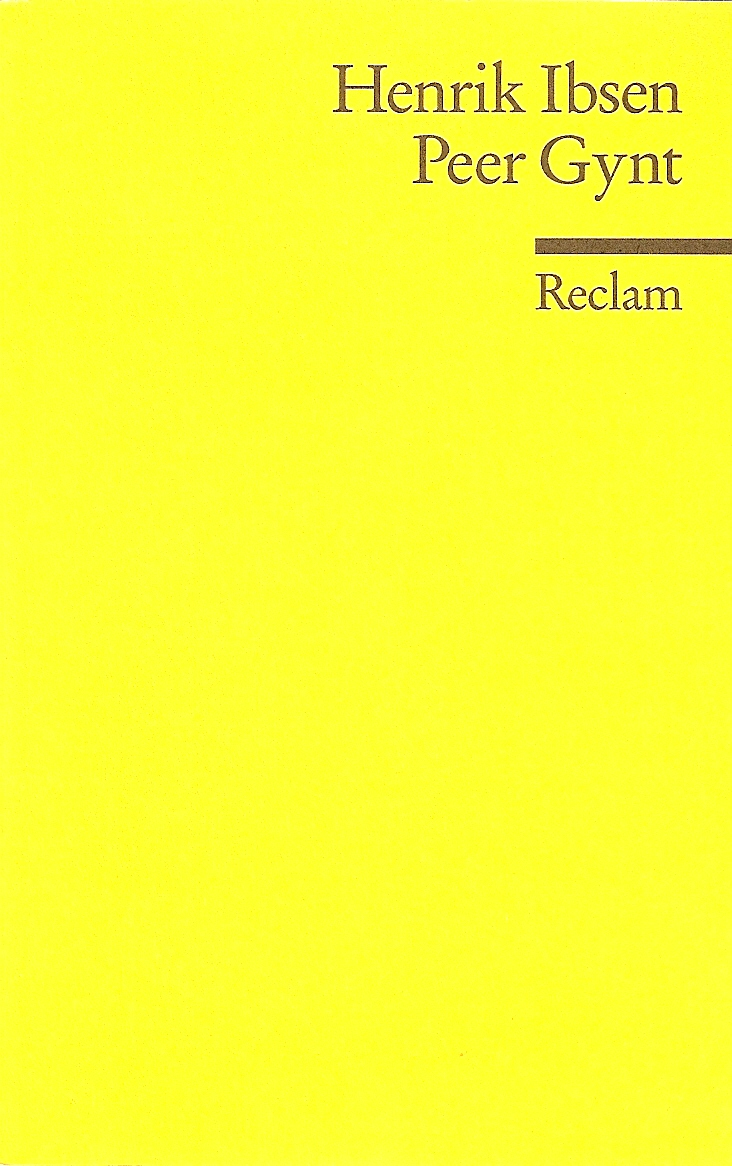
Volumul Peer Gynt de Henrik Ibsen. Din 1970, simbolul inconfundabil al colecției este coperta galbenă.

Reclams Universal-Bibliothek (în traducere „Biblioteca universală a editurii Reclam”) a fost o serie de cărți de buzunar care a fost înființată în anul 1867, fiind cea mai veche de pe piața germană. Au fost vândute până în 2017 în jur de 600 de milioane de exemplare. Seria cuprinde volume de literatură germană și internațională, vândute la un preț rezonabil, și este folosită în special în învățământul școlar și universitar.
Publicarea la un preț extrem de mic pentru acea vreme (2 groși de argint pe volum, apoi 20 de pfenigi) a fost posibilă doar datorită unei legi adoptate în același an, 1867, care a anulat dreptul de autor asupra operelor literare ai căror autori au decedat de cel puțin treizeci de ani.
În 1947, din cauza separării celor două state germane, editura a fost împărțită în două: o editură est-germană (cu sediul la Leipzig) și o editură vest-germană (cu sediul la Stuttgart, care a funcționat până în 1992). După reunificarea Germaniei, cele două birouri au rămas chiar dacă proprietatea a fost din nou transferată familiei Reclam.
Din 1970, simbolul inconfundabil al colecției a devenit coperta de culoare galbenă.

## Moștenire
Această serie a inspirat pe scriitorul și folcloristul român Dumitru Stăncescu să fondeze în 1895 colecția Biblioteca pentru toți, ale cărei prime numere au fost publicate de editorul Carol Müller.